# 戴章甫 (萬曆進士)
戴章甫（？—？），四川潼川州民籍安岳县人，明朝政治人物。

## 生平
万历二十二年（1594年）甲午科四川乡试舉人，二十九年（1601年）辛丑科進士，七月考選为翰林院庶吉士，三十五年四月授礼科给事中，疏论礼部儀郎张嗣诚、吏部考功司张延大，并意指吏部左侍郎杨时乔。三十八年二月出为湖廣右參議，三十九年京察以浮躁降職歸里。